# Endla (Lääne-Saare)
Endla – wieś w Estonii, w prowincji Saare, w gminie Lääne-Saare. W 2004 roku wieś zamieszkiwało 31 osób.